# Paraferrisia podocarpi
Paraferrisia podocarpi är en insektsart som först beskrevs av Brittin 1938.  Paraferrisia podocarpi ingår i släktet Paraferrisia och familjen ullsköldlöss. Inga underarter finns listade i Catalogue of Life.